# Heliophanus decoratus
Heliophanus decoratus là một loài nhện trong họ Salticidae.
Loài này thuộc chi Heliophanus. Heliophanus decoratus được Ludwig Carl Christian Koch miêu tả năm 1875.